# Premio Magritte per il migliore attore non protagonista

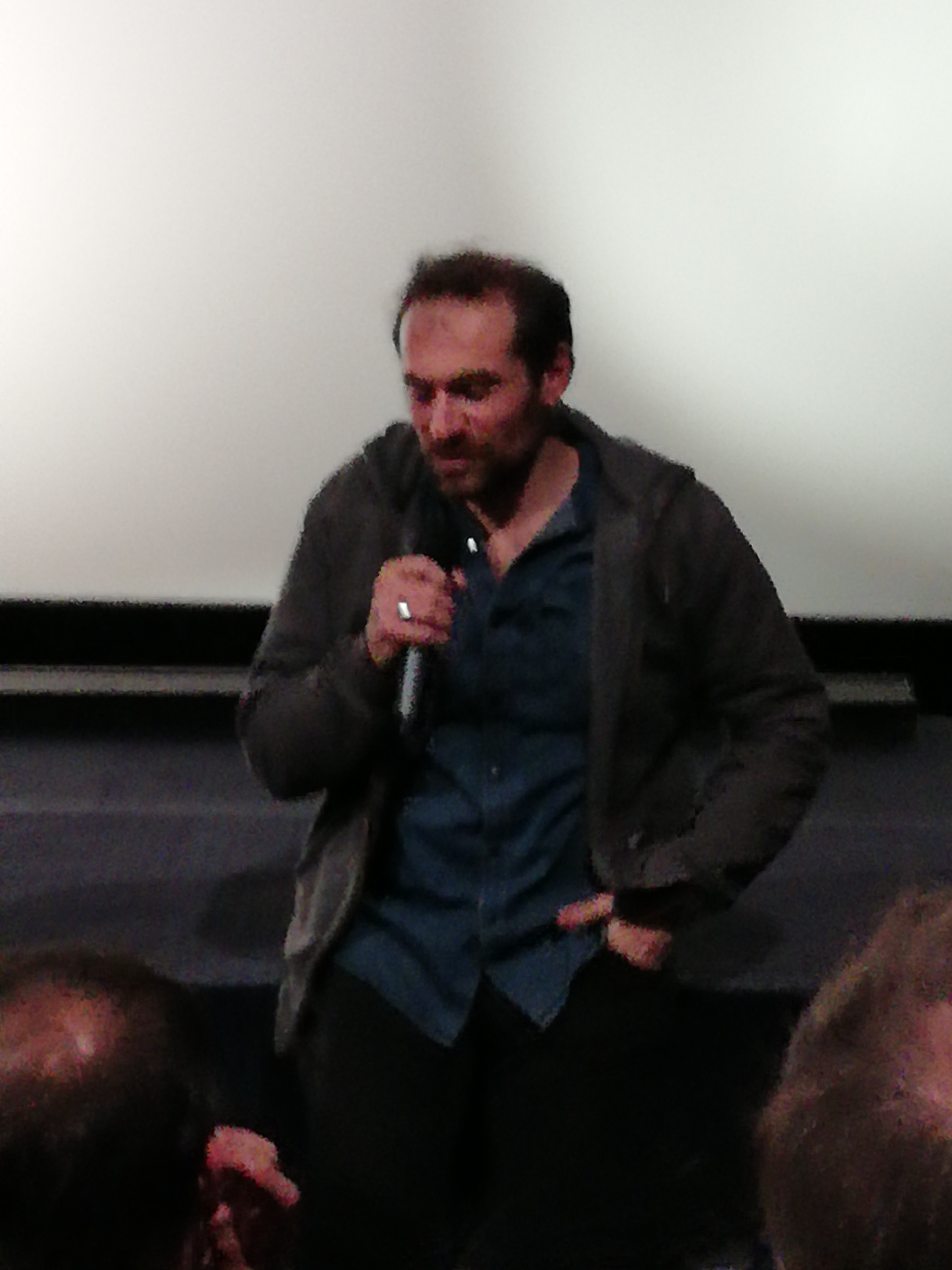
Arieh Worthalter detiene il record di vittorie con tre riconoscimenti

Il Premio Magritte per il miglior attore non protagonista (Magritte du meilleur acteur dans un second rôle) è un premio cinematografico assegnato annualmente dall'Académie André Delvaux.

## Vincitori e candidati
I vincitori sono indicati in grassetto, a seguire gli altri candidati.

### Anni 2010-2019
- 2011: - Jan Decleir - Les Barons
  - Benoît Poelvoorde - Coco avant Chanel - L'amore prima del mito (Coco avant Chanel)
  - Yannick Renier - Élève Libre - Lezioni private (Élève libre)
  - François Damiens - Il truffacuori - Professionista in separazioni (L'Arnacœur)
  - Laurent Capelluto - Agente speciale 117 al servizio della Repubblica - Missione Rio (OSS 117 : Rio ne répond plus)
- 2012: - Jérémie Renier - Potiche - La bella statuina (Potiche)
  - Laurent Capelluto - Où va la nuit
  - Bouli Lanners - Kill Me Please
  - Didier Toupy - Un'estate da giganti (Les géants)
- 2013: - Bouli Lanners - Un sapore di ruggine e ossa (De rouille et d'os)
  - Jean-Luc Couchard - Dead Man Talking
  - Denis M’Punga - Dead Man Talking
  - Dieudonné Kabongo - L'Envahisseur
- 2014: - Laurent Capelluto - Le Temps de l'aventure
  - Bouli Lanners - 11.6
  - Olivier Gourmet - Grand Central
  - David Murgia - Je suis supporter du Standard
  - Renaud Rutten - Une chanson pour ma mère
- 2015: - Jérémie Renier - Saint Laurent
  - David Murgia - Je te survivrai
  - Olivier Gourmet - La Marche
  - François Damiens - Suzanne
- 2016: - Laurent Capelluto - L'Enquête
  - Marc Zinga - Dheepan - Una nuova vita (Dheepan)
  - David Murgia - Dio esiste e vive a Bruxelles (Le Tout Nouveau Testament)
  - Arno Hintjens - Pregiudizio(Préjudice)
- 2017: - David Murgia - Les Premiers, les Derniers
  - Laurent Capelluto - Je suis un soldat
  - Sam Louwyck - Keeper
  - Charlie Dupont - Un petit boulot
- 2018: - Jean-Benoît Ugeux - Le Fidèle - Una vita al massimo (Le Fidèle)
  - Patrick Descamps - A casa nostra (Chez nous)
  - David Murgia - Blind Spot (Dode Hoek)
  - Laurent Capelluto - Faut pas lui dire
- 2019: - Arieh Worthalter - Girl
  - Pierre Nisse - Laissez bronzer les cadavres
  - Bouli Lanners - Tueurs
  - Yoann Blanc - Une part d'ombre

### Anni 2020-2029
- 2020: - Arieh Worthalter - Doppio sospetto (Duelles)
  - Bouli Lanners - De Patrick
  - Jonathan Zaccaï - 7 uomini a mollo (Le Grand Bain)
  - Othmane Moumen - L'età giovane (Le Jeune Ahmed)
- 2021: sospeso a causa della Pandemia di COVID-19 in Belgio
- 2022: Gilles Remiche - La folle vita (Une vie démente)
  - Patrick Descamps - Les Intranquilles
  - Sam Louwyck - Jumbo
  - Benoît Poelvoorde - Adorazione (Adoration)
- 2023: Igor Van Dessel - Close
  - Mehdi Dehbi - La cospirazione del Cairo (Boy From Heaven)
  - Jérémie Renier - November - I cinque giorni dopo il Bataclan (Novembre)
  - Tijmen Govaerts - Tori e Lokita (Tori et Lokita)
- 2024: Arieh Worthalter - Niente da perdere (Rien à perdre)
  - Philippe Résimont - L'Employée du mois
  - Jean-Benoît Ugeux - Last Dance
  - Peter Van Den Begin - L'Employée du mois
- 2025 - Jonas Bloquet - La nuit se traîne
  - Fabrizio Rongione - Amal (Amal - Un esprit libre)
  - Benoît Poelvoorde - L'amore che non muore (L'Amour ouf)
  - Thomas Mustin - La nuit se traîne